# آموزش شیمی

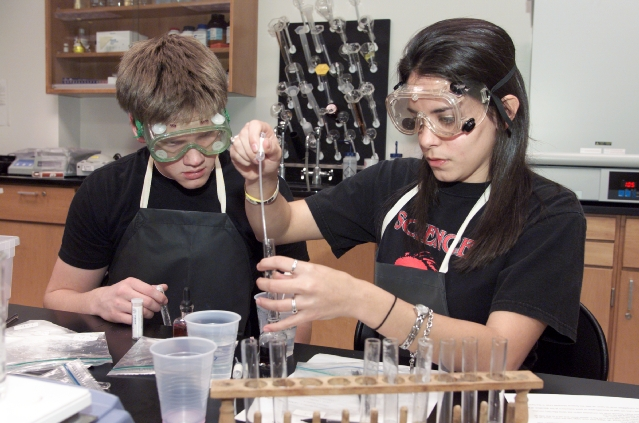
آموزش تجربی در شیمی

آموزش شیمی (به انگلیسی: Chemistry education) اشاره به آموزشِ دانشِ شیمی در مدرسه و دانشگاه و افزایش آگاهی‌های همگانی در کاربردهای این دانش دارد. مهمترین موضوعات مطرح در این شاخه درک چگونگی آموزش حرفه‌ای شیمی در راستای فراگیری دانشجویان و دانش آموزان، بهترین راه‌های آموزش شیمی و بهبود نتایج یادگیری با تغییر روش آموزشی به‌شمار می‌آیند.
از بهترین روش‌های یادگیری در حوزه شیمی استفاده از کتاب‌های مرجع، مجلات آموزشی مناسب و بهره‌گیری از ویدئوهای آموزشی می‌باشد. وبسایت‌های بسیاری در این حوزه فعالیت دارند و می‌توان از محصوات آن‌ها در جهت یادگیری هر چه بهتر شیمی استفاده نمود. مجلات فارسی از جمله مجله رشد آموزش شیمی و مجلات خارجی از جمله مجله Chemistry today یا Chemistry spectrum که مجلات بسیار جالب در زمینه آموزش شیمی می‌باشند. دسترسی به این منابع در وبسایت‌های فارسی‌زبان متأسفانه در اکثر مواقع به صورت رایگان نبوده و لذا می‌بایست هزینه ای پرداخت شود اما با جستجو در اینترنت می‌توانید این موارد را به صورت رایگان نیز دریافت نمایید.
نشریه‌ها و ژورنالهای زیادی در این زمینه منتشر می‌گردند که Journal of Chemical Education , Education in Chmiestry و The Chemical Educator از معتبرترین آن‌ها به‌شمار می‌روند.